# Marienkirche (Wallenbrück)

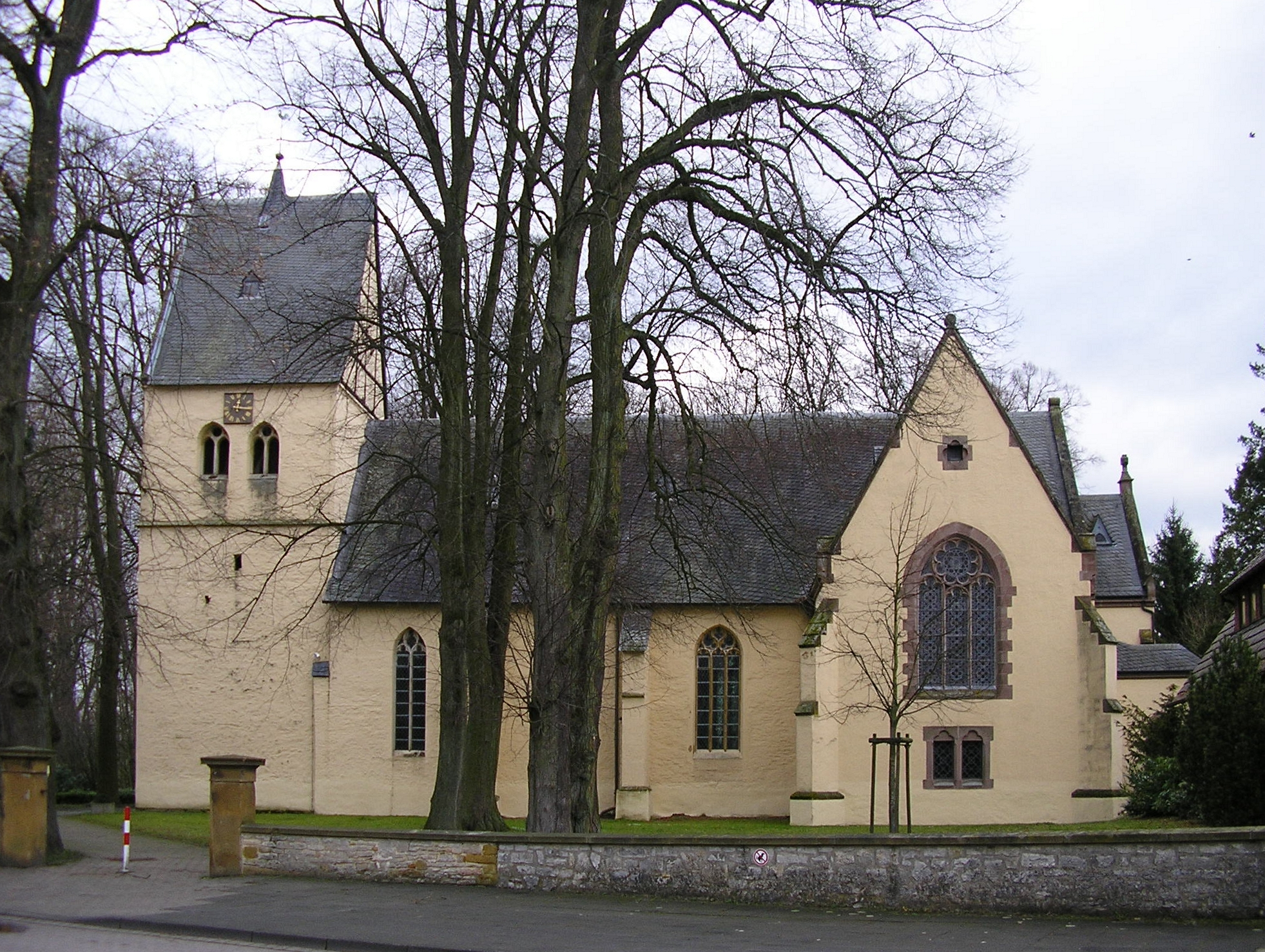
Evangelisch-lutherische Pfarrkirche St. Marien in Wallenbrück

St. Marien (auch: Marienkirche) ist eine evangelisch-lutherische Pfarrkirche im ostwestfälischen Wallenbrück (Stadt Spenge).

## Geschichte

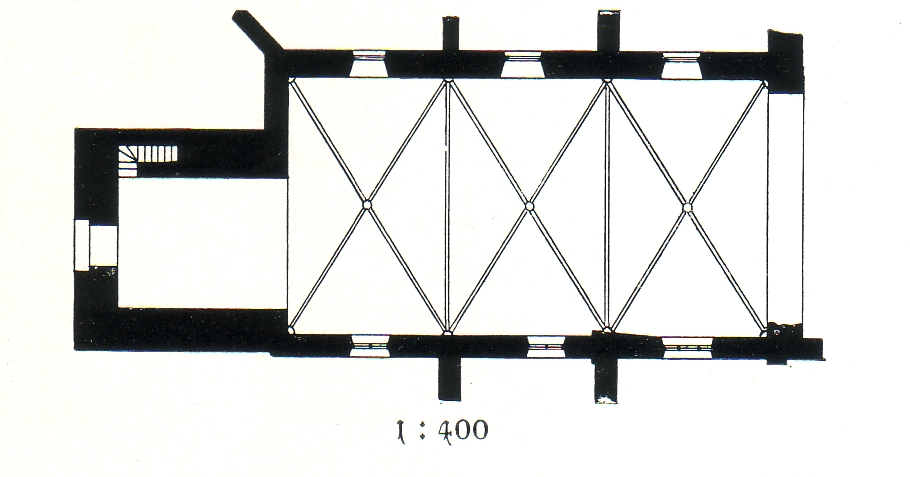
Grundriss vor der Erweiterung

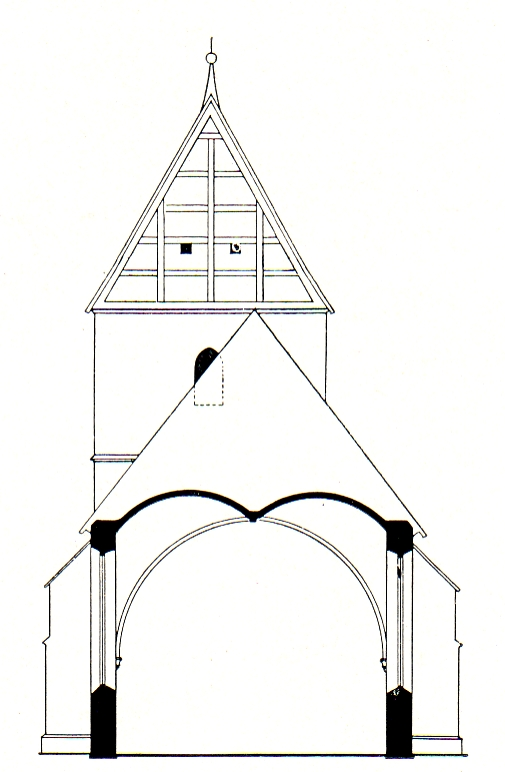
Querschnitt vor der Erweiterung

Die heutige lutherische Pfarrkirche geht zurück auf eine mittelalterliche Eigenkirchengründung um 1060. Der romanische Kirchturm als der älteste Teil der Kirche bezeichnet wahrscheinlich die ursprüngliche Längsachse der Kirche, das nachträglich angefügte gotische Langhaus ragt ihm gegenüber deutlich nach Norden heraus. G. Jaszai vom Westfälischen Landesmuseum Münster datiert den Turm in die Zeit um 1160/80, den breitgelagerten dreijochigen, einschiffigen Saalbau des heutigen Mittelschiffes um 1500.
Im Zuge der evangelischen Erweckungsbewegung des 19. Jahrhunderts stiegen auch in Wallenbrück die Besuchszahlen der Gottesdienste erheblich. Wie schon 1877 im benachbarten Spenge wurde auch St. Marien nach Osten erweitert. An die ersten drei Joche wurde eine Vierung mit zwei Seitenschiffen sowie ein neuer Chorraum im neogotischen Stil angebaut.
Die Wallenbrücker St. Marienkirche ist ursprünglich eine Eigenkirche gewesen. Das erste gesicherte Datum lässt sich in der Kirche selber auf dem Epitaph für Gerhard den Friesen finden, welcher neben Gerhards Relief in der Ostwand des Südflügels eingefügt ist. Das Epitaph hat einen umlaufenden lateinischen Text, der wahrscheinlich aus dem 11. Jahrhundert stammt. Der Mittelbereich hatte ursprünglich keinen Text. Heinrich Rüthing von der Universität Bielefeld ordnet die später eingefügten gotischen Minuskeln dem 14./15. Jahrhundert zu. Danach ist dieser Text also etwa 350 Jahre nach dem Tod des Gerhard hinzugefügt worden. Rüthing übersetzt den Text frei:
Äußerer Text: „Den unserer Meinung nach frommen Knaben Gerhard, ewiger Gott, CCE (Verb)...“,
innerer Text: „Im Jahre des Herrn 1060 starb hier Gerhard der Friese, Sohn des Pisenus, im Alter von 12 Jahren und wird hier für den Stifter der Kirche gehalten.“
Im Jahr 1096 schenkte die Nonne Demod dem Bischof Wido von Osnabrück ihre Eigenkirche und ihren Hof in Wallenbrück (Osnabrücker Urkundenbuch, Bd. 1, 213). Dies gilt als erste urkundliche Erwähnung der heutigen Stadt Spenge. Die zeitliche Nähe zum Tod des Gerhard könnte bedeuten, dass die Übertragung der Kirche damit in Zusammenhang steht. Demod könnte sie für ihren früh verstorbenen Sohn gestiftet haben.

## Orgel
In der Marienkirche zu Wallenbrück befinden sich zwei Orgeln.
Im Nordquerhaus befindet sich das Werk von Steinmann (Vlotho), das von 1976 bis 2014 zusammen mit 251 Pfeifen des frühen bis mittleren 17. und des mittleren 18. Jahrhunderts in das Spätrenaissance-Gehäuse auf der Empore vor dem Westeingang eingebaut war.
2008 wurde an vielen historischen Pfeifen Bleikorrosion („Bleifraß“) festgestellt. Die seltenen und wertvollen Barockpfeifen aus fast reinem Blei wurden Anfang 2012 ausgebaut, da Baumaterialien von 1976 das Blei angegriffen hatten. 2014 baute OBM Reinalt Johannes Klein (Lübeck) das gesamte Werk von Steinmann aus. Ergänzt um neue Pfeifen für die fehlenden historischen Pfeifen (u. a. im Prospekt) baute Fa. Klein 2016 diese Orgel in einem neuen Gehäuse in unveränderter Disposition mit nur geringen technischen Anpassungen im Nordquerhaus der Marienkirche wieder auf. Diese Orgel ist gleichstufig gestimmt. Das Schleifladen-Instrument umfasst 20 Register auf zwei Manualen und Pedal. Die Trakturen sind mechanisch.
Auf der Westempore steht das Gehäuse der Spätrenaissance-Orgel von 1624, einem Werk, das vermutlich von Ernst Bader, einem Sohn von Daniel Bader stammt. Die Orgelbauwerkstatt Bader gilt als überregional bedeutend und beeinflusste die Orgelbaukunst in Westfalen über das Ende des Barockzeitalters hinaus. Vom Wallenbrücker Orgelgehäuse blieben wichtige und künstlerisch wertvolle Elemente erhalten (Prospekt mit weitestgehend erhaltenem Obergehäuse und Teilen des Unterbaus, Teile der Obergehäuse-Seitenwände und des Mittelturms in Rahmen-Füllung-Bauweise, mehrere Decken). Die architektonische Gliederung des Prospekts mit seinen sechs Säulenvorlagen (entasierte kannelierte Halbsäulen mit Basen, Schaftringen und korinthischen Kapitellen), einem mit Beschlagwerkbändern ornamentierten Fries der Gurtgesimszone, den in Beschlagwerkformen aufgelösten Schleierbrettern der Pfeifentürme und Ohren des Mittelturms und verschiedenen recht aufwändig ornamentierten Zierleisten (u. a. Eierstabwulst, feines Zahnschnittprofil) zeigt typische Gliederungselemente, Formen und Dekore der (Hoch-)Renaissance, die typisch für das 16. Jahrhundert, aber auch noch 1624 denkbar sind. Eine andere Stilistik zeigen die hängenden figürlich-ornamental gestalteten Unterhänge der Pfeifentürme, hier jeweils um einen balusterartigen Mittelschaft gruppierte, (einst) geflügelte Drolerien (keine Engel) in Verbindung mit bewegten Schweifwerkformen und Elementen des Knorpel- und Ohrmuschelstils (u. a. ins Leere laufende Verstegungen mit Keulenschwüngen, Schotenmotiv): Formen und Darstellungen, die sich dem Manierismus zuordnen lassen und einer zweiten Bauetappe zuzuordnen sind, wie entsprechende Befestigungsspuren an den originalen Bodenplatten der Pfeifentürme ausweisen. Stilistisch passen die Unterhänge eher in die Zwanziger als in die ausgehenden Fünfziger Jahre des 17. Jahrhunderts (1659). Wenn sie von 1624 sind, so hätte Bader das Gehäuse einer Vorgängerorgel übernommen und dabei die Unterhänge erneuert. Seine Signatur am Mittelturm wäre in diesem Fall auf das neue, von ihm in das bereits bestehende Orgelgehäuse eingebaute Werk zu beziehen.
Ein paar frontale, an den entstehungszeitlichen Eckständern des Untergehäuses angebrachte Kopfkonsolen sind Dekore des 17. Jahrhunderts. Sie zeigen jeweils stehende Doppelvoluten und einen frontal gerichteten, vollplastisch ausgearbeiteten Lockenkopf mit Muschelaufsatz, darüber eine Deckplatte, unten und seitlich fassen bogenförmig drapierte Tuchgirlanden die Büste ein; stilisierte Palmettenformen bilden den unteren Abschluss. Ob die Konsolen zum entstehungszeitlichen Bestand zu zählen sind, ist ungewiss. Einerseits weicht die Holzmaserung der Konsolen deutlich von derjenigen der Unterhänge ab und scheinen die Konsolen auch etwas feiner gearbeitet zu sein. Andererseits weisen Unterhänge und Konsolen in ihrer Ornamentik auch übereinstimmende Stilmerkmale auf. Vergleichbare, von Tuchgirlanden umfangene Köpfe mit ähnlichen d. h. palmettenförmigen Aufsätzen erscheinen 1620 am Ratsherrenstuhl in der Neustädter Kirche St. Johannis zu Herford, so dass sich stilistisch nichts gegen eine Datierung der Konsolen auf 1624 (oder früher) einwenden lässt.
Die Orgel wurde 1650 bei einem Brand des Kirchturms beschädigt und war nicht mehr spielbar. 1659 wurde sie vermutlich von dem angesehenen Bielefelder Orgelbauer Hans Henrich Reinking wieder instand gesetzt. Bereits Bader dürfte die Orgel zweimanualig mit angehängtem Pedal gebaut haben, sofern er nicht Elemente – namentlich Pfeifen – einer älteren Vorgängerorgel in seinen Neubau übernahm.
Wie erst umfangreiche Archivrecherchen von Andreas Kamm 2018–2020 ergaben, fand Christian Klausing das Instrument 1754 mit kurzer Oktave vor (Ambitus C D E F G A–g2 a2). Er erweiterte das „brust positiv“ 1754/55 um ein Register in Äquallage (Gedackt 8′), baute die ein- bis dreifache Sesquialtera im Bass dreichörig aus und erweiterte den Tonumfang (auf C D–c3), änderte die Brustwerkzimbel und die Mensur der Gemshorn-Basspfeifen. Orgelbauer Ferdinand Friedrich Wilhelm Kummer aus Minden reparierte das Werk 1840 zusammen mit einem Gehilfen und tauschte die 2fache Hauptwerkzimbel durch eine Flöte amabile 4′ aus. Ein Orgelbauer namens Ludwig Chr. Ohe reparierte die Orgel 1851 und richtete sie im Folgejahr seitenspielig ein. Als Nächstes reichten die Orgelbauer Gebr. Rohlfing aus Osnabrück 1868 ihren Kostenanschlag für einen Umbau der Orgel ein, ebenso der Herforder Orgelbauer Friedrich Meyer 1879 und 1881 (jeweils nicht realisiert). Orgelbauer Ernst Klaßmeier aus Lemgo-Kirchheide erweiterte das Instrument 1888 um mehrere Register, darunter ein eigenständiges Pedal auf pneumatischen Kegelladen in einem neuen Gehäuse vor der Turmwand (südlich vom bzw. hinter dem historischen Gehäuse). Für den Umbau und die Erweiterung der Manualwerke auf 20 klingende Stimmen veränderte er das Untergehäuse und erneuerte die südliche Seitenwand des Obergehäuses teilweise.
Seit 1958 liegen Gutachten kirchlicher Orgelsachverständiger über eine Umgestaltung der Wallenbrücker Orgel vor (v. a. von KMD Arno Schönstedt). Steinmann erneuerte das Werk jedoch erst 1976 einschließlich der Schleifladen grundlegend. Den als Rekonstruktion verstandenen Dispositionsentwurf – der nur 60 % der überlieferten Pfeifensubstanz des 17. und 18. Jahrhunderts berücksichtigte – lieferte Prof. Rudolf Reuter. Für die Rekonstruktion des Orgelgehäuses zeichnete Architekt Franz Fischer verantwortlich (beide im Auftrag der Landesdenkmalbehörde Münster). Steinmann bearbeitete die übernommenen historischen Pfeifen nach damaligen Klangvorstellungen (Erniedrigung vieler Aufschnitte, Verengung der Fußlöcher, Setzen von Kernstichen). Die historische, spätestens aus dem Ende des 17. Jahrhunderts stammende vierfache Balganlage gehörte zu einer anderen Orgel in der Stadt oder im Fürstentum Osnabrück, und zwar zu einer Orgel, die Orgelbauer Christian Vater aus Hannover in den 1710er Jahren repariert hatte, wie eine 1840 in einem Blasebalg aufgefundene Notiz festhielt. Christian Klausing übernahm die Osnabrücker Balganlage 1755 und baute sie in Wallenbrück ein. Im 19. Jahrhundert war die Windanlage nur geringfügig verändert (die Bälge etwa neu beledert) worden, ein elektrisches Gebläse ergänzte sie ab 1946. Das Instrument ist damit eine der letzten Barockorgeln, die ihre historische Tretbalganlage im Zuge von Wiederherstellungsarbeiten, das heißt noch im späten 20. Jahrhundert verloren hat.
2012 gründete sich der Förderverein Orgel Wallenbrück e.V., der es sich zum Ziel gemacht hat, die historischen Quellen zur Barockorgel zu erforschen, Gelder für ihre Restaurierung und Wiederherstellung einzuwerben und die drittälteste Orgel Westfalens in der Öffentlichkeit bekannt zu machen. Im Frühjahr 2020 konnte schließlich die Orgelbauwerkstatt Ahrend (Leer) mit der Wiederherstellung der Barockorgel beauftragt werden. Die Restaurierung folgt den Erkenntnissen der Quellenforschung und den in dem historischen Material enthaltenen Informationen. Ziel der Restaurierung ist der bestens dokumentierte Zustand von 1755, den Christian Klausing hinterlassen hat. Statt der ursprünglich vier Keilbälge versorgen seit 2021 ihrer drei das Instrument mit Wind. Sie sind hinter der Orgel aufgestellt und können auch durch einen Kalkanten getreten werden.
Die historischen Pfeifen von 1624 oder 1659 und 1754/55 wurden vom Organologen Koos van de Linde sowie durch Experten in der Werkstatt Ahrend ihren Ursprungsregistern zugeordnet. Wie sich für das Hauptwerk zeigte, sind die Einzelprinzipale vollständig oder überwiegend erhalten, die dreifache Sesquialtera zu ziemlich genau einem Drittel, hier in jedem Chor eine Reihe aufeinanderfolgende, insbesondere größere Pfeifen im Bass. Selbst die Mixturen enthalten historisches Pfeifenmaterial, wobei Ahrend auch hier jeweils mehrere benachbarte Pfeifen auffand. Mit Quintatön 8′ ist noch ein weiteres Register in Äquallage überwiegend erhalten. Die beiden einzigen vollständig neuen, entsprechend dem Zustand ab 1755 wiederhergestellten Hauptwerkstimmen sind ein Halbgedackt und die nach dem Vorbild der Bader-Orgel Dronrijp/NL 1653 rekonstruierte Zungenstimme. Der erste Abschnitt der auf ihren barockzeitlichen Zustand hin restaurierten und rekonstruierten Orgel (Hauptwerk und angehängtes Pedal) wurde 2021 von Hendrik Ahrend in einem feierlichen Gottesdienst der Gemeinde übergeben. Vorbereitende Arbeiten für das noch fehlende Brustwerk wurden bereits ausgeführt. Das kommende Ziel des Fördervereins ist die Finanzierung der Windlade und der Register für das Brustwerk, das ebenfalls durch Ahrend angefertigt werden soll.
Das Werk steht auf Schleifladen und hat zurzeit 9 Register. Es ist entsprechend der im 17. und 18. Jahrhundert in der Region üblichen prätorianischen Stimmung mitteltönig gestimmt.
| I Hauptwerk C–g3 |                          |       |
| 1.               | Principal (neu 2014)     | 8′    |
| 2.               | Metallgedackt (neu 2014) | 8′    |
| 3.               | Gamba (1888)             | 8′    |
| 4.               | Oktave (neu 2014)        | 4′    |
| 5.               | Koppelflöte              | 4′    |
| 6.               | Oktave (neu 2014)        | 2′    |
| 7.               | Sesquialtera II          |       |
| 8.               | Mixtur IV                | 1 ⁄3′ |
| 9.               | Trompete                 | 8′    |

| II Unterwerk C–g3 |               |       |
| 10.               | Holzgedackt   | 8′    |
| 11.               | Prinzipal     | 4′    |
| 12.               | Waldflöte     | 2′    |
| 13.               | Nasat         | 1 ⁄3′ |
| 14.               | Zimbel II–III | 1⁄2′  |
| 15.               | Krummhorn     | 8′    |
|                   | Tremulant     |       |

| Pedal C–f1 |                             |     |
| 16.        | Subbaß                      | 16′ |
| 17.        | Holzprinzipal               | 8′  |
| 18.        | Rohrpfeife                  | 4′  |
| 19.        | Rauschpfeife III (neu 2014) |     |
| 20.        | Fagott                      | 16′ |

- Koppeln: II/I, I/P, II/P

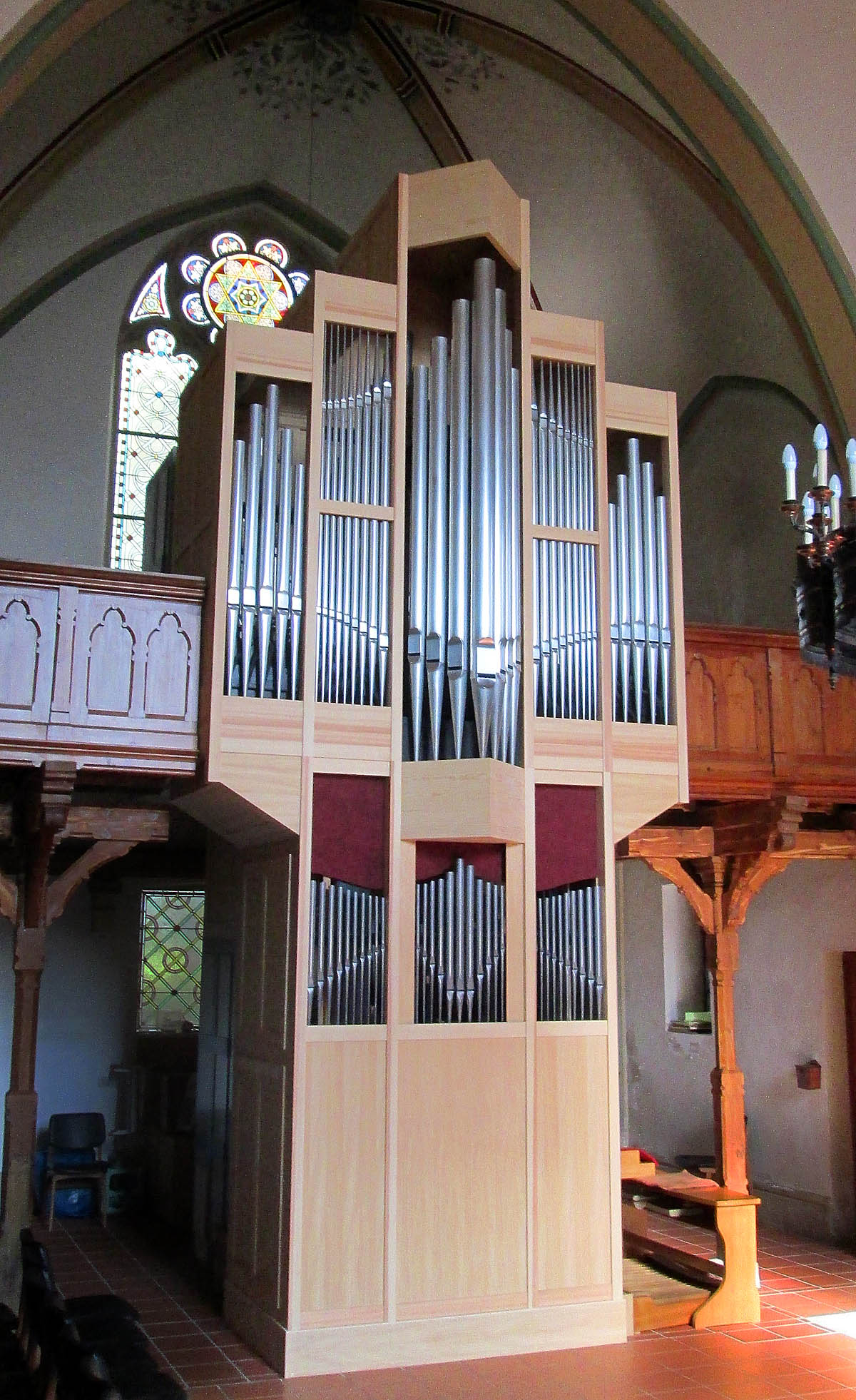
Die durch OBM R. Klein umgesetzte und mit neuem Gehäuse versehene Steinmann-Orgel

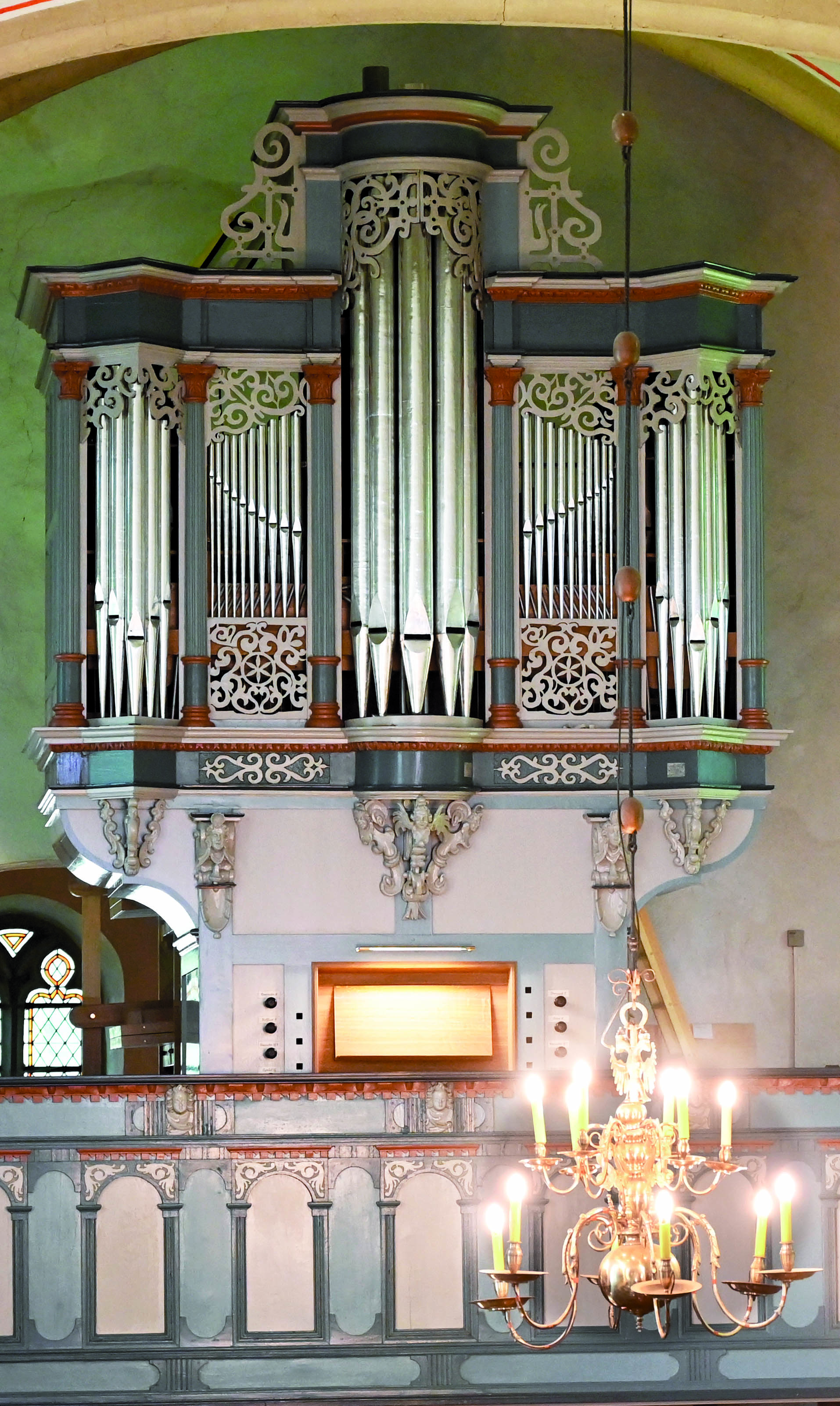
Die von OBM H. Ahrend restaurierte Barockorgel von 1624

- Schleifladen mit mechanischer Spiel- und Registertraktur, a=440 Hz
- 1376 Pfeifen

| I Hauptwerk C, D-c3, mit angehängtem Pedal, C,D-c1 |                |       |                         |
| 1.                                                 | Principal      | 8′    |                         |
| 2.                                                 | Holflaut       | 8′    |                         |
| 3.                                                 | Quintatön      | 8′    |                         |
| 4.                                                 | Octav          | 4′    |                         |
| 5.                                                 | Sesquialter 3f | 2 ⁄3′ | geteilt in Bass/Diskant |
| 6.                                                 | Super-Octav    | 2′    |                         |
| 7.                                                 | Mixtur IV      | 1 ⁄3′ |                         |
| 8.                                                 | Cymbal 2f      | 1⁄2'  |                         |
| 9.                                                 | Trompet        | 8′    | geteilt in Bass/Diskant |

- Schleifladen mit mechanischer Traktur, mitteltönige Stimmung nach Prätorius (1/4 synt. Komma) mit 8 reinen Terzen, a=465 Hz
- Sperrventil, Windauslass-Tremulant, 3 Keilbälge
- 720 Pfeifen, davon 214 aus dem 17. und 18. Jahrhundert.